# Världsungdomsfestivalen
Världsungdomsfestivalen (eng. World Festival of Youth and Students) är ett evenemang för  "antiimperialistisk ungdom", som sedan 1947 anordnas av vänsterorganisationen Demokratisk Ungdoms Världsfederation, vars svenska medlemsorganisation är Sveriges Kommunistiska Ungdomsförbund.
Deltagande svenska organisationer har genom åren inkluderat Sveriges Kommunistiska Ungdomsförbund, Fältbiologerna, Verdandi, Scoutförbundet, Revolutionär Kommunistisk Ungdom, Centerpartiets ungdomsförbund, Kristdemokratiska ungdomsförbundet m. fl.

## Galleri

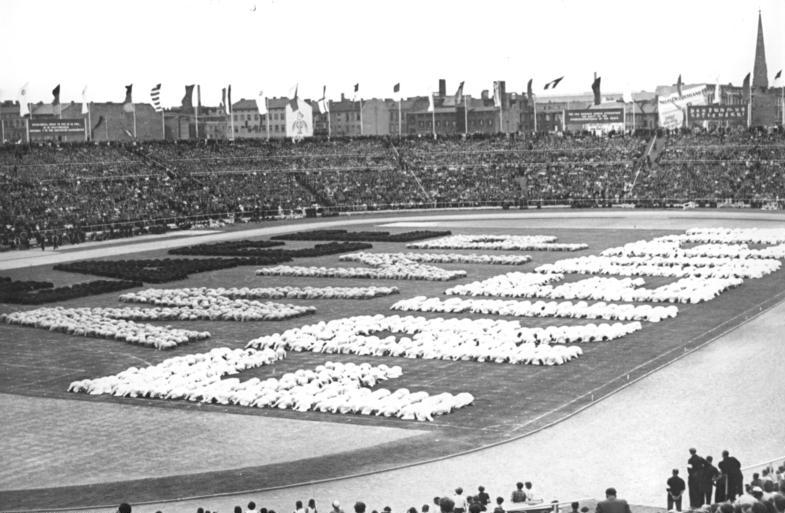
Öppningen av 3:e festivalen i Berlin. Bokstäverna bildar ordet "fred" på engelska, ryska och tyska.
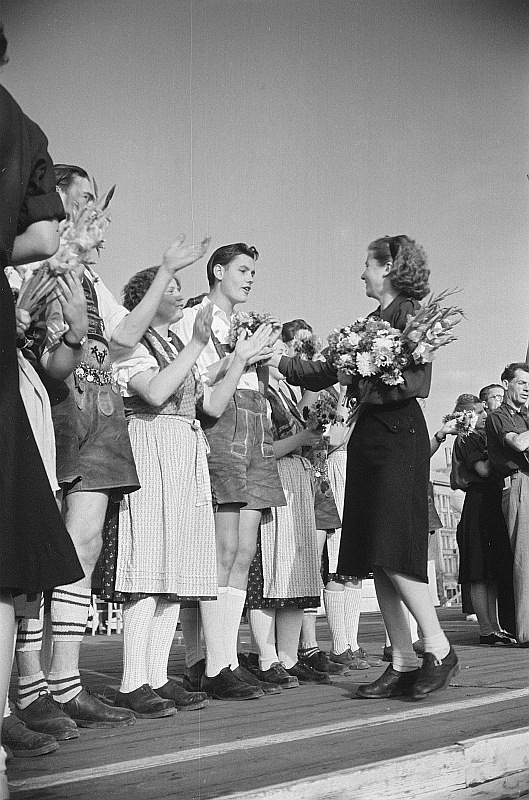
Österrikisk folkdansgrupp på 3:e festivalen.
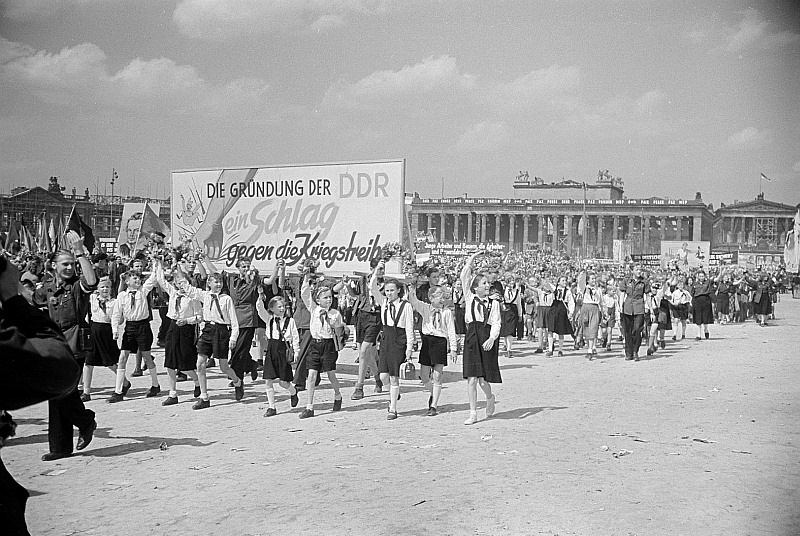
3:e Världsungdomsfestivalen.
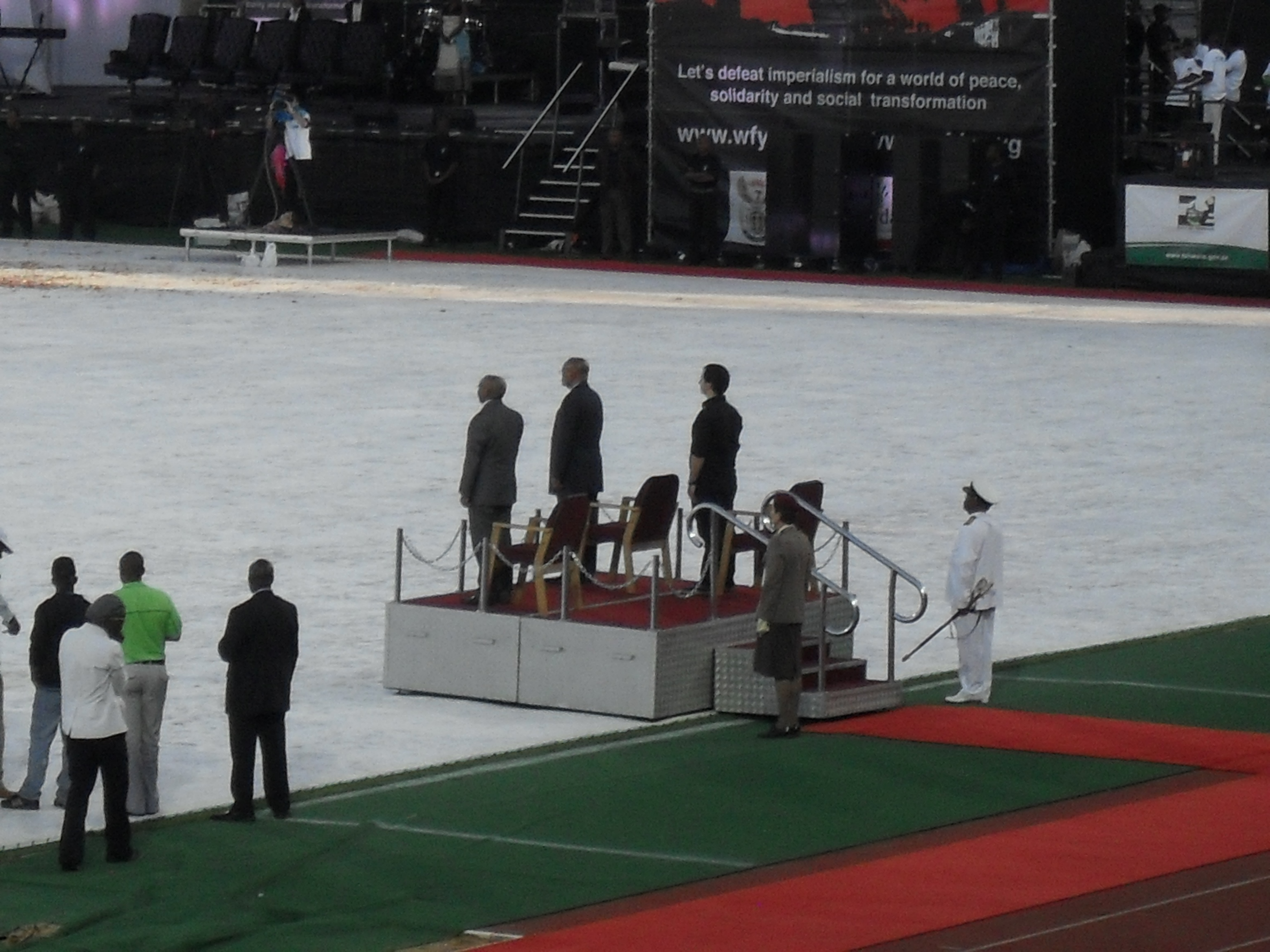
Sydafrikas president Jacob Zuma på 17:e Världsungdomsfestivalen i Tshwane.
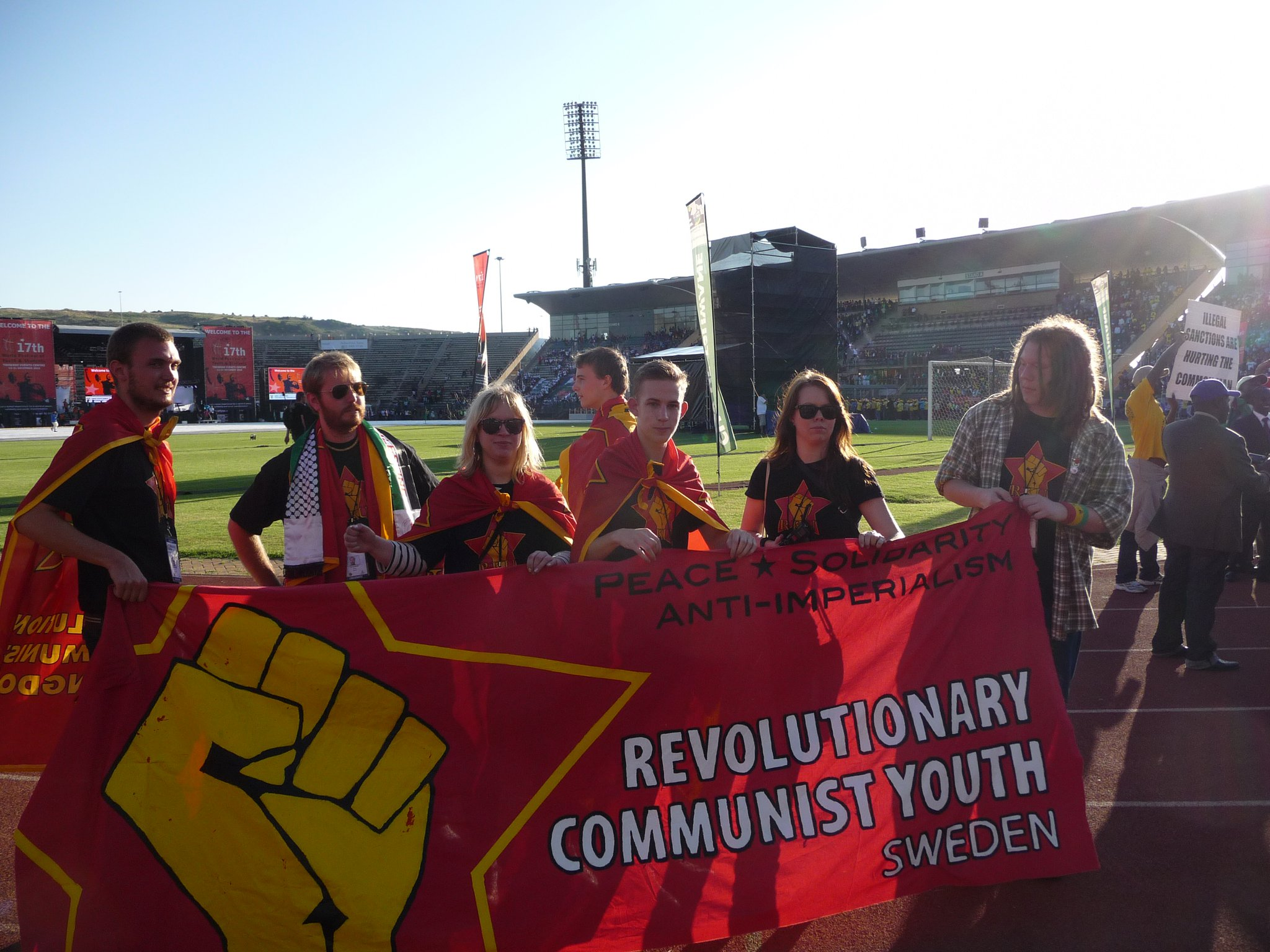
Delar av svenska delegationen på invigningen av 17:e Världsungdomsfestivalen.
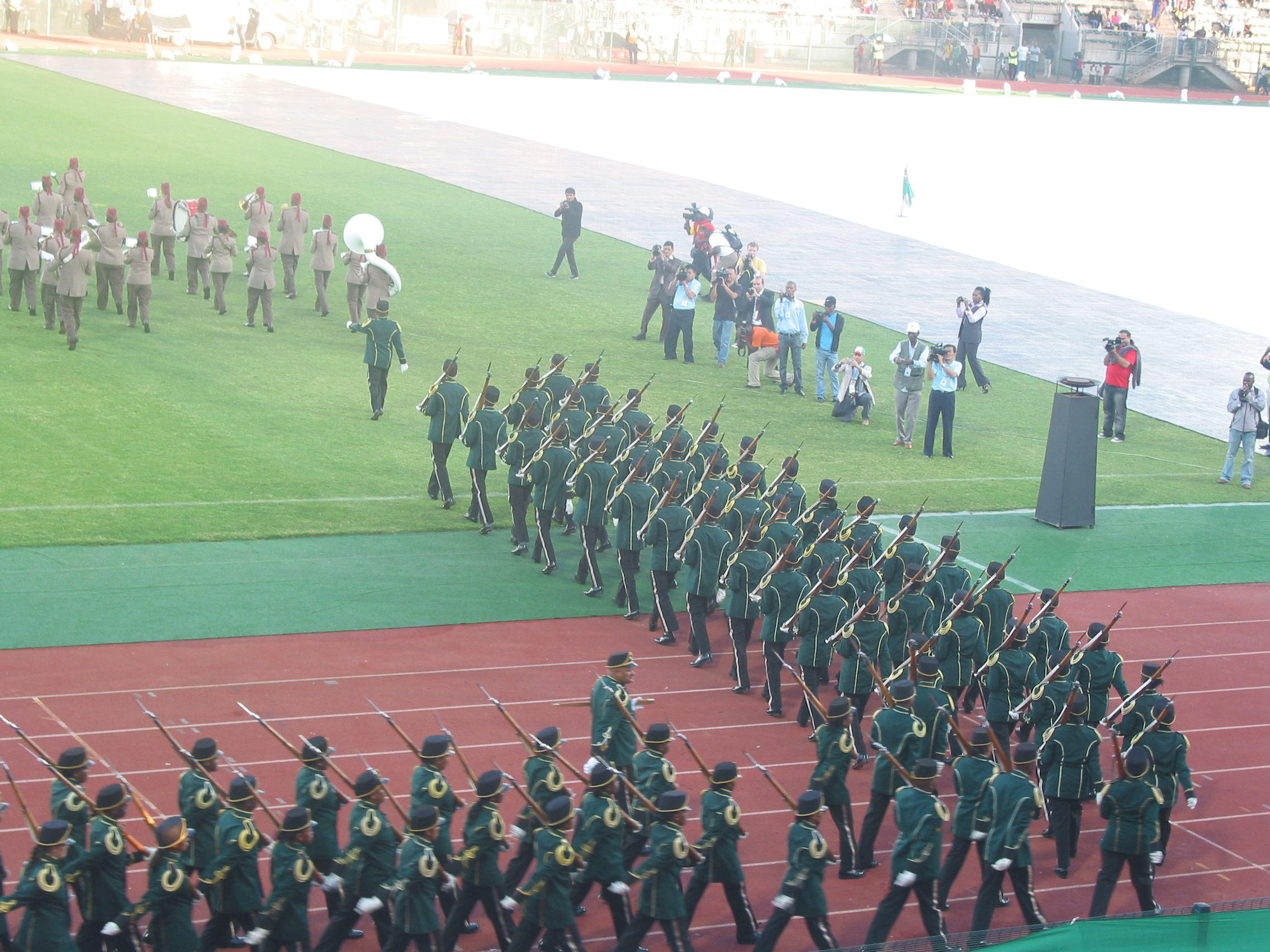
Sydafrikansk militär på invigningen av 17:e Världsungdomsfestivalen.
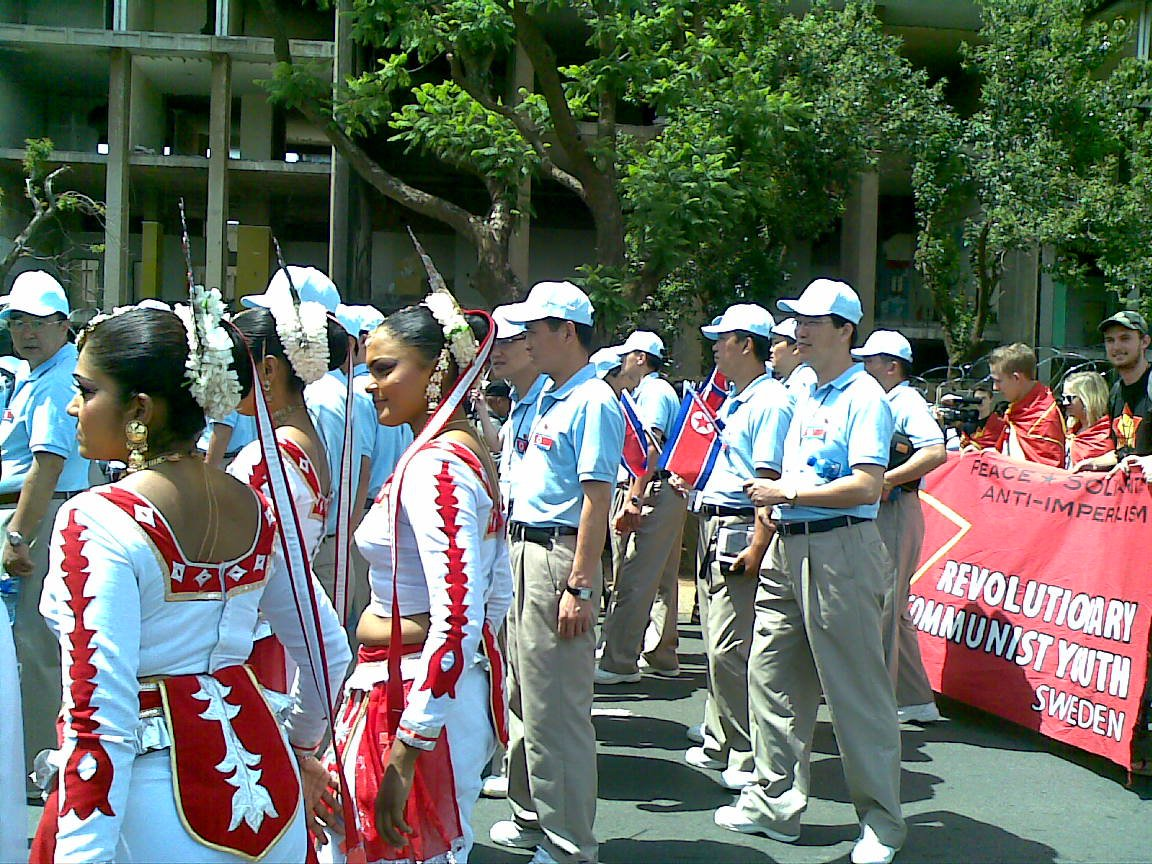
Singaleser, koreaner och svenskar på avslutningen av 17:e Världsungdomsfestivalen.
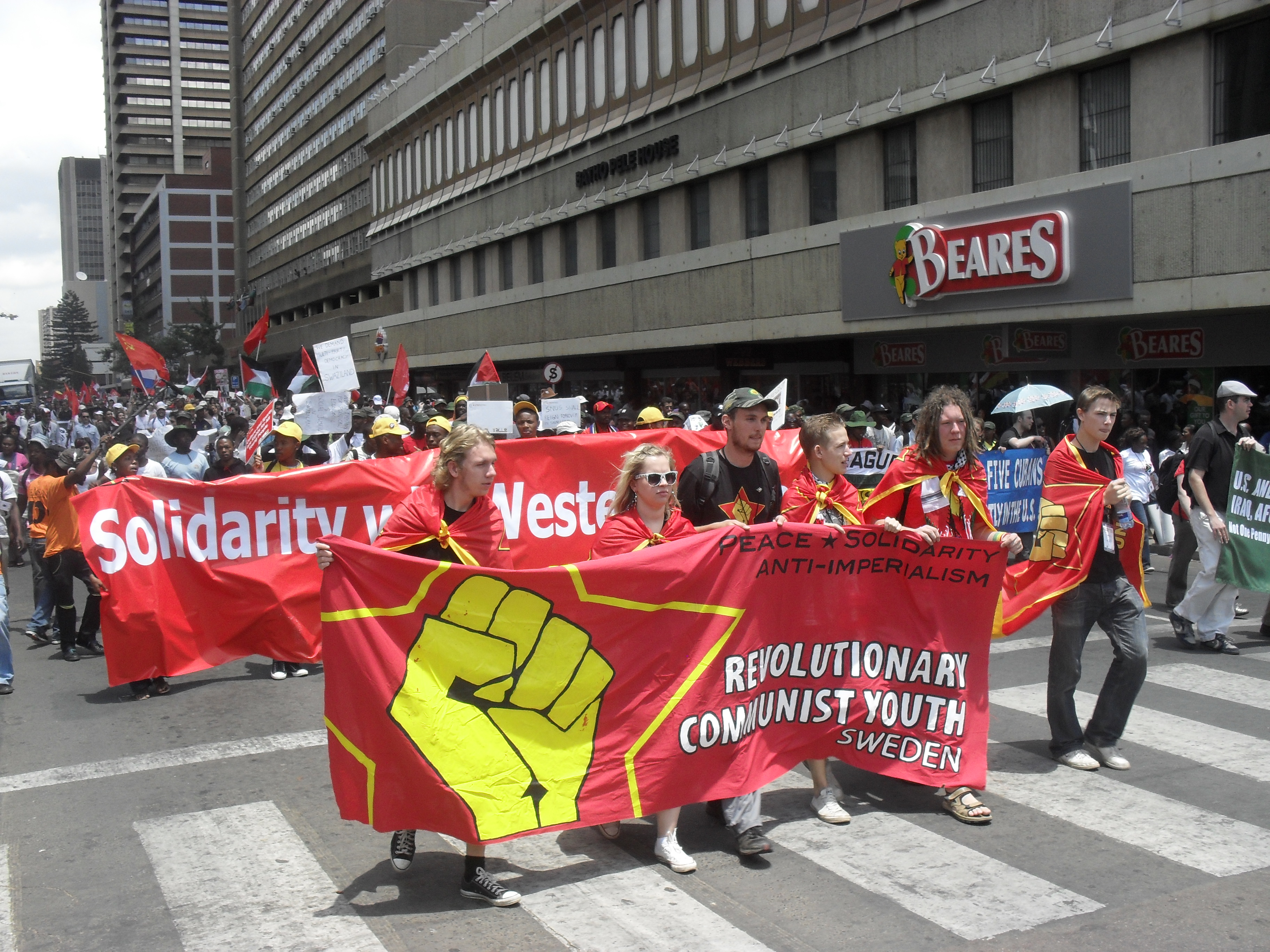
17:e Världsungdomsfestivalens avslutningsmarsch genom Tshwane. På bilden syns svenskar och bakom dem en banderoll med texten "Solidaritet med Västsahara".
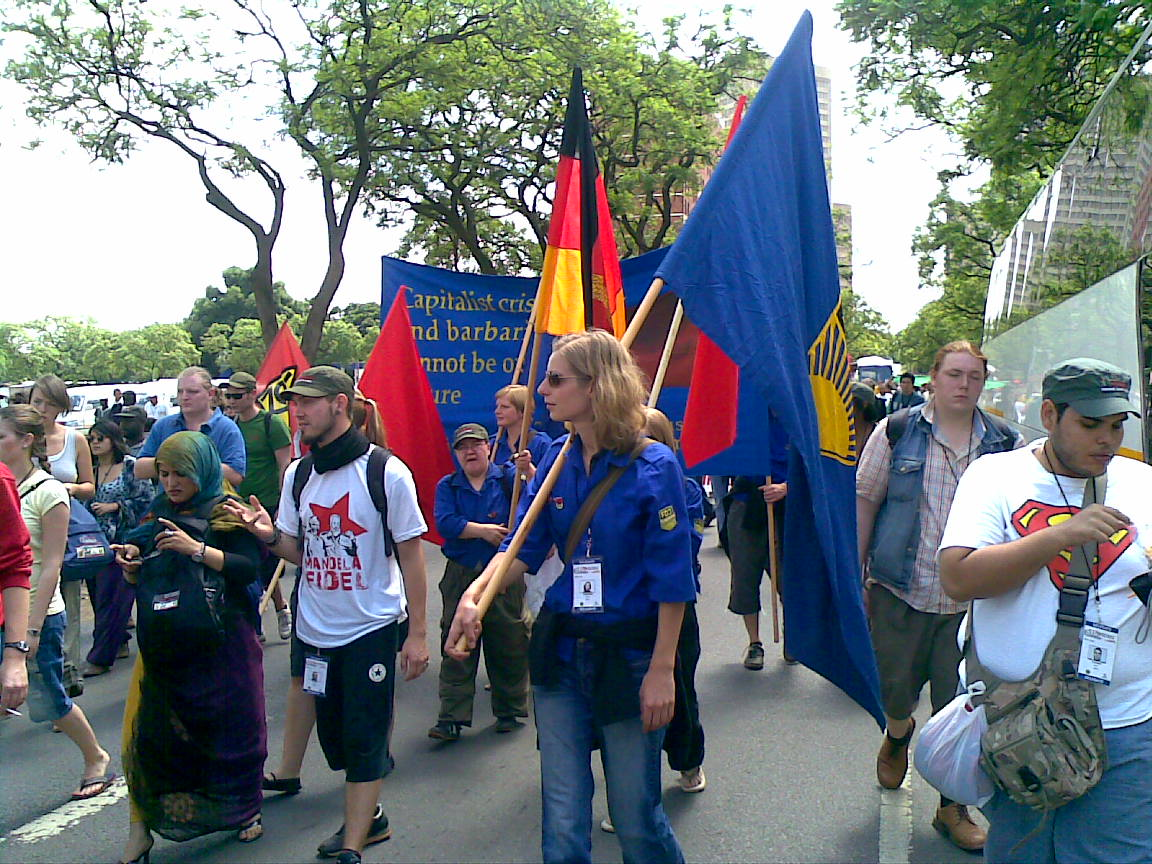
Tyskar på 17:e Världsungdomsfestivalens avslutningsmarsch.
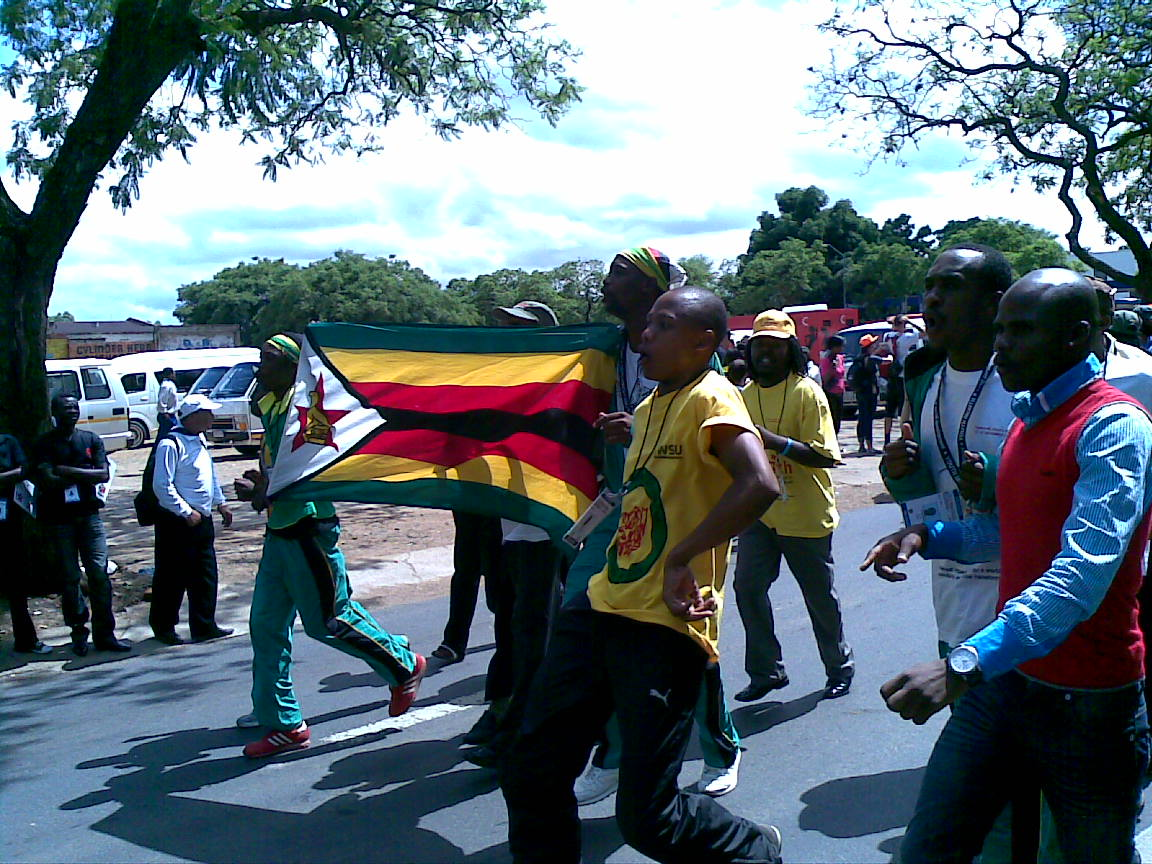
Dansande zimbabwier på 17:e Världsungdomsfestivalens avslutningsmarsch.

## Kronologi
| Nr | År   | Värd                   | Antal deltagare | Antal deltagande länder | Officiellt motto |
| -- | ---- | ---------------------- | --------------- | ----------------------- | --- |
| 1  | 1947 | Prag, Tjeckoslovakien  | 17 000          | 71                      | "Ungdom förena er, framåt för varaktig fred!"                                                                                   |
| 2  | 1949 | Budapest, Ungern       | 20 000          | 82                      | "Ungdom förena er, framåt för varaktig fred, demokrati, nationell självständighet och en bättre framtid för folket"             |
| 3  | 1951 | Östberlin, Östtyskland | 26 000          | 104                     | "För fred och vänskap – mot kärnvapen"                                                                                          |
| 4  | 1953 | Bukarest, Rumänien     | 30 000          | 111                     | "Nej! Vår generation kommer inte tjäna döden och förstörelsen!"                                                                 |
| 5  | 1955 | Warszawa, Polen        | 30 000          | 114                     | "För fred och vänskap – mot de aggressiva imperialistiska pakterna"                                                             |
| 6  | 1957 | Moskva, Sovjetunionen  | 34 000          | 131                     | "För fred och vänskap" |
| 7  | 1959 | Wien, Österrike        | 18 000          | 112                     | "För fred och vänskap samt fredlig samexistens"                                                                                 |
| 8  | 1962 | Helsingfors, Finland   | 18 000          | 137                     | "För fred och vänskap" |
| 9  | 1968 | Sofia, Bulgarien       | 20 000          | 138                     | "För solidaritet, fred och vänskap"                                                                                             |
| 10 | 1973 | Östberlin, Östtyskland | 25 600          | 140                     | "För anti-imperialistisk solidaritet, fred och vänskap"                                                                         |
| 11 | 1978 | Havanna, Kuba          | 18 500          | 145                     | "För anti-imperialistisk solidaritet, fred och vänskap"                                                                         |
| 12 | 1985 | Moskva, Sovjetunionen  | 26 000          | 157                     | "För anti-imperialistisk solidaritet, fred och vänskap"                                                                         |
| 13 | 1989 | Pyongyang, Nordkorea   | 22 000          | 177                     | "För anti-imperialistisk solidaritet, fred och vänskap"                                                                         |
| 14 | 1997 | Havanna, Kuba          | 12 325          | 136                     | "För anti-imperialistisk solidaritet, fred och vänskap"                                                                         |
| 15 | 2001 | Alger, Algeriet        | 6 500           | 110                     | "Låt oss globalisera kampen för fred, solidaritet, utveckling, mot imperialism"                                                 |
| 16 | 2005 | Caracas, Venezuela     | 17 000          | 144                     | "För fred och solidaritet kämpar vi mot imperialism och krig"                                                                   |
| 17 | 2010 | Tshwane, Sydafrika     | 15 000          | 126                     | "För en värld av fred, vänskap, solidaritet och social omvälvning, låt oss besegra imperialismen!"                              |
| 18 | 2013 | Quito, Ecuador         | 8 500           | 80                      | "Ungdom förena er mot imperialismen, för en värld av fred, solidaritet och social omvälvning!"                                  |
| 19 | 2017 | Sotji, Ryssland        | ca 30 000       | ca 150                  | "För fred, solidaritet och social rättvisa kämpar vi mot imperialismen – genom att hedra vårt förflutna bygger vi framtiden!!!" |